# Saropogon aberrans
Saropogon aberrans là một loài ruồi trong họ Asilidae. Saropogon aberrans được Loew miêu tả năm 1857. Loài này phân bố ở vùng Cổ Bắc giới.